# Distenia dillonorum
Distenia dillonorum là một loài bọ cánh cứng trong họ Cerambycidae.